# Alouette de Razo
Alauda razae
Espèce
Synonymes
- Spizocorys razae Alexander, 1898
(protonyme)

Statut de conservation UICN

 CR B1ac(iv)+2ac(iv) : 
En danger critique
L'Alouette de Razo (Alauda razae) est une espèce d'oiseaux de la famille des Alaudidae, endémique de Raso, un îlot du Cap-Vert. C'est une espèce en danger de disparition.